# ユン・スンア
ユン・スンア（윤승아、1983年9月29日 - ）は、NOAエンターテイメント所属の韓国の女優である。朝鮮大学校美術繊維科卒業。

## 人物
デビューのきっかけは朝鮮大学（美術繊維科）在学中にソウル市内へ買い物に出た際に路上スカウトされたことによる。その後はドラマ、MV出演や広告モデルなど広範囲に活動し2009年のドラマ『ヒーロー』からは本格的に俳優活動を始めた。
夫は俳優のキム・ムヨル 。

## 出演

### ドラマ
- レインボーロマンス （2005年10月24日、MBC）
- 思いっきりハイキック! （2006年11月6日、MBC）
- コーヒープリンス1号店 第1話 （2007年7月2日、MBC）
- ヒーロー （2009年11月 - 2010年1月、MBC） - チョ・ユリ 役
- キミの記憶をボクにください〜ピグマリオンの恋〜 （2010年、NTTドコモ BeeTV） - ジヨン 役
- イタズラなKiss〜Playful Kiss （2010年9月 - 10月、MBC） - トッコ・ミナ 役
- まるごとマイ・ラブ （2010年11月-、MBC） - ユン・スンア 役
- 太陽を抱く月 （2012年、MBC）-ソル（雪）
- パンダさんとハリネズミ（2012年）-パン・ダヤン 役
- 黄金の帝国（2013年）-チャン・ヒジュ 役
- 抱きしめたい～ロマンスが必要～（2014年）-チョン・ヒジェ 役
- 人妻の誕生（2016年－2017年）-ヨニ 役

### バラエティ
- 選択男女 （2006年、SBS）

### 映画
- コ死2番目の物語:教育実習（2010年） - テヨン 役
- グッバイ マイ スマイル 《굿바이 마이 스마일》（2011年）
- 怪しい隣人たち 《수상한 이웃들》（2011年）- ソ・ユンミ役
- 本当にきれいなもの（2014年） - キョンヒ役
- 鬼はさまよう（2015年）- スギョン役
- メソッド（2017年） - ヒウォン 役
- 悪い心（2017年）
- チャンシルさんには福が多いね（2019年） - ソフィー役

### MV
- アレックスfeat.チソン - 「とても傷つく言葉」 （2006年）
- チソンfeat.アレックス - 「愛してる」 （2006年）
- チェ・ジェフン - 6集「ありがとう」 （2006年）
- Big Mama - 3集「Never Mind」 （2006年）
- The Cross - シングル「愛するから」 （2007年）
- イ・スンファン - 「スーパーヒーロー」 （2008年）
- チョン・スンウォン - 「stay the night」 （2011年）